# Jessica Bendinger
Jessica Bendinger (* 10. November 1966 in Oak Park, Illinois) ist eine US-amerikanische Drehbuchautorin. Sie war auch als Regisseurin, Produzentin und Romanautorin tätig.
Jessica Bendinger kam Mitte der 1990er Jahre zum Filmgeschäft und war überwiegend für Drehbücher zuständig. Bei Rebell in Turnschuhen von 2006 fungierte sie auch als Regisseurin. 2009 veröffentlichte sie einen Jugendroman namens The Seven Rays bei Simon & Schuster.

## Filmografie (Auswahl)
- 2000: Girls United (Bring It On, + Produzentin)
- 2001: Sex and the City (Fernsehserie, 8 Folgen)
- 2002: The Truth About Charlie
- 2004: First Daughter – Date mit Hindernissen (First Daughter)
- 2005: Wedding Date (Produzentin)
- 2006: Rebell in Turnschuhen (Stick It, + Regie)
- 2006: Aquamarin – Die vernixte erste Liebe (Aquamarine)